# Bellenaves
Bellenaves é uma comuna francesa na região administrativa de Auvérnia-Ródano-Alpes, no departamento Allier. Estende-se por uma área de 34,69 km². Em 2010 a comuna tinha 1 027 habitantes (densidade: 29,6 hab./km²).